# Jüdischer Friedhof Lazarettstraße
Der Jüdische Friedhof Lazarettstraße war ein jüdischer Friedhof im  Westviertel der Stadt Essen.

## Geschichte
Der jüdische Friedhof in der Lazarettstraße (ehemals Hoffnungstraße) wurde von 1837 bis 1923 belegt. Grabsteine sind hier keine erhalten; etwa 36 Grabsteine wurden während des Zweiten Weltkriegs auf den seit 1931 belegten jüdischen Begräbnisplatz auf dem Parkfriedhof in Huttrop überführt, wo sie bis heute erhalten sind.

Die Lage des in den 1970er Jahren überbauten ehemaligen Judenfriedhofs ist heute kaum ersichtlich. Es gibt jedoch einen Gedenkstein mit dem Text

„Zur Erinnerung an den ehemaligen jüdischen Friedhof Lazarettstraße“

Der 1888 verstorbene Arzt und Stadtverordnete der Stadt Essen, Moses Hirschland, ist auf diesem Friedhof beigesetzt worden. Zudem wurde hier 1866 der als Kind verstorbene Sohn Ernst des Predigers, Lehrers und Politikers Moses Blumenfeld begraben.